# مقاطعة ماكون (جورجيا)
مقاطعة ماكون (بالإنجليزية: Macon County)‏ هي إحدى المقاطعات في ولاية جورجيا في الولايات المتحدة الأمريكية.